# 村川緋杏
村川 緋杏（むらかわ びびあん、1999年〈平成11年〉12月3日 - ）は、日本の女性アイドル。女性アイドルグループであるCANDY TUNEのメンバー。HKT48の元メンバーである。
福岡県福岡市出身。アソビシステム所属。

## 略歴

### HKT48時代
2015年5月10日、『第2回AKB48グループ ドラフト会議』において、HKT48・チームHに第2巡目で指名される。同年6月27日、『HKT48全国ツアー～全国統一終わっとらんけん～』ファイナル 横浜アリーナ公演初日で、初お披露目。「ウィンブルドンへ連れて行って」を披露。同9月12日、HKT48 ひまわり組「パジャマドライブ」で劇場公演デビュー。
2016年3月30日、マリンメッセ福岡で開催された『HKT48春のライブツアー～サシコ・ド・ソレイユ 2016～』最終日公演にて、チームTIIが結成し所属が発表される。
2018年には韓国の音楽専門チャンネルMnet企画によるサバイバルオーディション番組『PRODUCE 48』に参加するも、45位で脱落。
2022年9月11日、HKT48劇場で行われた『恋愛禁止条例公演』においてHKT48からの卒業を発表し、同年11月1日をもってHKT48としての活動を終了。在籍7年半でシングル表題曲に一度も選抜されることなく卒業を迎えた。

### アソビシステム所属〜CANDY TUNEヘ

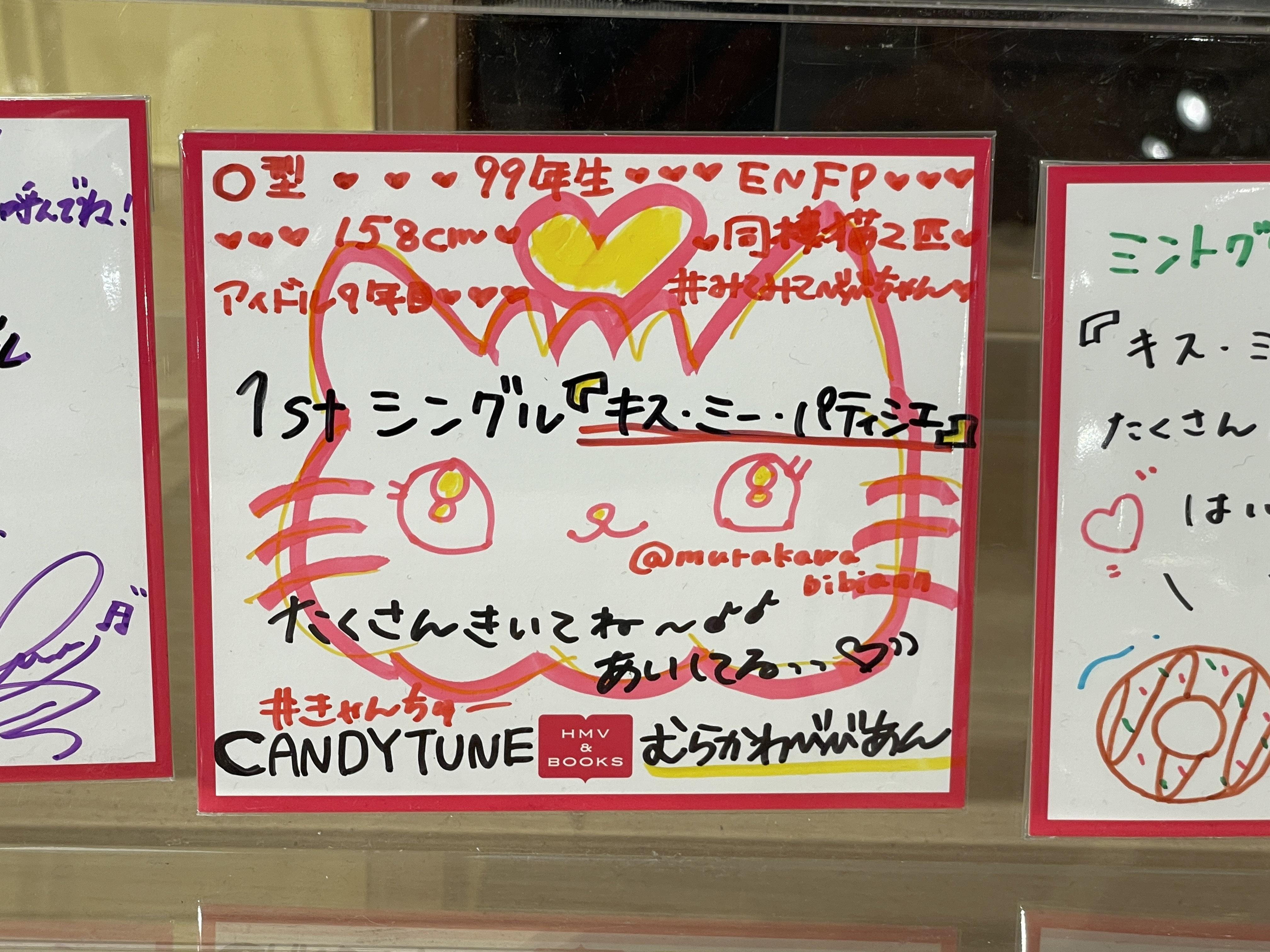
CANDY TUNEとしてのシングルCD「キス・ミー・パティシェ」をPRした村川緋杏のサイン
（2024年8月6日、HMV BOOKS&SHIBUYAにて）

HKT卒業後は中学時代からの夢であった服飾関係の道へ進むとされていたが、2022年11月2日、芸能事務所『アソビシステム』に所属しタレント活動を継続することを発表。翌2023年2月14日、アソビシステムのKAWAII LAB.からデビューする新グループ・CANDY TUNEのメンバーとなることが発表された。同年3月14日、『KAWAII LAB. SESSION ~CANDY TUNE~』（Spotify O-EAST）においてCANDY TUNEのメンバーとして初お披露目された。
2023年12月3日、村川緋杏生誕祭がSpotify O-WESTにて開催され、HKT48時代の後輩であった月足天音（FRUITS ZIPPER）と「口移しのチョコレート」を披露し、ファンを熱狂させた。

## 人物
- 名前からハーフかと勘違いされることが多いが、両親は純粋な日本人である。名前は両親がタレントの「ビビアン・スー」のファンであること、ビビアンのように綺麗になってほしいという思いから名付けられた[15]。
- 愛称は「びびちゃん」[13]「びび」。
- 趣味は、洋服屋めぐり[1]、野球観戦。2018年3月16日に行われた『福岡ソフトバンクホークス激励会2018』では、渕上舞と共にサプライズで花束贈呈を行い、「選手の体の大きさに驚いた」と述べている[16]。
- 特技は、ポジティブシンキング[1]、衣装プロデュース。CANDY TUNEでは、初期衣装、野球衣装、初ワンマンのワンピース衣装、白Tシャツ系アレンジ衣装、ツアーファイナル衣装、リボン衣装などをプロデュースしている。
- 好きな食べ物は、おこめ、グミ、ブロッコリー。
- 姉が2人いる。長姉の結婚式には着物姿で参列し「桜、みんなで食べた」をソロで歌い上げた[17]。
- 同い年である月足天音とはプライベートでも親交が深く、一緒にラーメンを食べに行くほどの“腐れ縁”だという[18]。月足とのコンビは「あまびび」と呼ばれている[19]。
- ドラフト会議本番前はノーマークだった村川のパフォーマンスを見て指原莉乃は心を動かされたと述べていたが、「もし（HKTに）入るなら3キロやせてほしい」という兒玉遥のお願いを受け「5キロ痩せます!」と意気込んでいたという[3]。

## 楽曲

### HKT48での参加楽曲

#### シングルCD収録曲
- 「74億分の1の君へ」に収録
  - HKT城、今、動く（プラチナガールズ名義）
- 「最高かよ」に収録
  - 空耳ロック（チームTII名義）
- 「バグっていいじゃん」に収録
  - 僕だけの白日夢（プラチナガールズ名義）
  - HKT48ファミリー
- 「キスは待つしかないのでしょうか?」に収録
  - ぐにゃっと曲がった（ダイヤモンドガールズ名義）
- 「早送りカレンダー」に収録
  - Just a moment（「幸せDAパンケーキ」名義）
  - 仮想恋愛
- 「意志」に収録
  - 誰より手を振ろう
  - いつだってそばにいる
  - カモミール（「10%」名義）
- 「3-2」に収録
  - 青春の出口
- 「君とどこかへ行きたい」に収録
  - シンデレラなんていない
- 「ビーサンはなぜなくなるのか?」に収録
  - 向日葵の水彩画

#### アルバムCD収録曲
- 『092』に収録
  - ファンミーティング

#### その他参加楽曲
- AKB48「ジャーバージャ」[注 2]に収録
  - ぶっ倒れるまで

#### 劇場公演ユニット曲
- チームTII（+研究生）「手をつなぎながら」公演
  - チョコの行方
- チームTII 2nd Stage「恋愛禁止条例」公演
  - 真夏のクリスマスローズ

## 出演

### テレビ番組
- 世界はデータでできている　(2024年6月30日　テレビ東京)[20]
- マユリカとおねだりフルーツジッパー　(2024年7月10日　テレビ朝日)[21]

### YouTube
- まいにち賞レース[22]